# Decimiana hebardi
Decimiana hebardi es una especie de mantis de la familia Acanthopidae.

## Distribución geográfica
Se encuentra en Bolivia.